# Ruta Nacional 75 (Colombia)
La Ruta Nacional 75 es una ruta troncal nacional cuyo recorrido se trazó inicialmente desde el municipio de Puerto Leguízamo sobre el Río Putumayo, la frontera peruana hasta el municipio de Puerto Gaitán en el Meta donde cruza con la Ruta 40. esta troncal pretendía unir los Llanos orientales con la Amazonia en un territorio completamente plano. Pero la Ruta no se encuentra completa y solamente existen algunos tramos construidos. Entre La Tagua y Calamar no existen vías carreteables siendo el territorio en su mayor parte selvático. 
No existen proyectos a largo plazo para completar esta Ruta a nivel terrestre. Además la ruta atravesaría resguardos indígenas como el de los Nukak y el parque nacional de Chibiriquete, lo cual afectaría el ecosistema y el modo de vida de sus pobladores.
En la Resolución 3700 de 1995 se establecieron 2 tramos, dejando solamente uno con la Resolución 5471 DE 1999. el único tramo de esta ruta es el que comunica al municipio de Calamar con la ciudad de San José del Guaviare el cual tienen una distancia aproximada de 74 km. y esta completamente sin pavimentar. El Tramo 01 Comprendido entre Puerto Leguízamo y La Tagua fue eliminado y degradado a vía terciaria a pesar de estar pavimentado, pero su poca transitabilidad (especialmente motos) y su poco ancho de vía, no la hacen muy importante. De San José del Guaviare a Puerto Gaitán es posible acceder por vía terrestre, ya que existen carreteables creados por los ganaderos, agricultores y empresas petroleras que salen de la Ruta 65. Sin embargo, ninguna de estas vías se ha catalogado como ruta nacional.
El tramo existente entre Calamar y San José del Guaviare forman parte del proyecto Acceso a Mitú según decreto 1735 de 2001. Debido a que los ríos forman parte de la infraestructura vial a tener en cuenta y se puede acceder fluvialmente de Calamar a Mitú usando los ríos Unilla y Vaupés.

## Tramos
| Tramo | Inicio           | Final                       |
| ----- | ---------------- | --------------------------- |
| 01*   | Puerto Leguízamo | La Tagua (Puerto Leguízamo) |
| 06    | Calamar          | San José del Guaviare       |

 *El tramo 01 de la Ruta 75 se establecieron en la Resolución 3700 del 8 de junio de 1995. Con la Resolución 339 de 1999 estos tramos fue eliminado de la Ruta 75

 **No existen los tramos 02 al 05. Tampoco existe tramo definido entre San José del Guaviare y Puerto Gaitán

## Detalles de la ruta

### Tramo 01

#### Lugares que atraviesa
- Puerto Leguízamo
- La Tagua (Puerto Leguízamo)

### Tramo 06

#### Lugares que atraviesa
- Calamar
- La Libertad (El Retorno)
- El Retorno
- San José del Guaviare